# CBS Studios
CBS Studios je americká televizní produkční společnost, součást konglomerátu Paramount Global a produkční odvětví televizní sítě CBS. Vyrábí televizní pořady i pro sesterskou stanici The CW a jiné americké televizní sítě. Částí samotných CBS Studios je také distribuční společnost CBS Media Ventures.
Společnost vznikla v roce 2006 jako CBS Paramount Television spojením studií Paramount Television a CBS Productions. Od roku 2009 nesla název CBS Television Studios a v roce 2020 změnila své jméno na současný tvar. CBS Studios produkovaly či produkují množství známých televizních seriálů, jako jsou např. Kriminálka Las Vegas, Námořní vyšetřovací služba, 90210: Nová generace, Upíří deníky, Hawaii 5-0, Crazy Ex-Girlfriend a Star Trek: Discovery.